# اطلس پرندگان

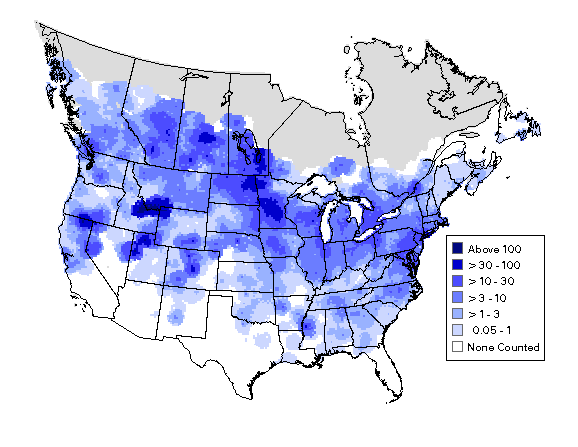
پراکندگی تابستانی و فراوانی غاز کانادایی با استفاده از داده‌های بررسی‌های پرندگان زادآور آمریکای شمالی ۱۹۹۴–۲۰۰۳

اطلس پرندگان (به انگلیسی: Bird atlas) یک اثر پرنده‌شناسی است که تلاش می‌کند تا اطلاعاتی دربارهٔ پراکندگی، فراوانی، تغییرات درازمدت و همچنین الگوهای فصلی وقوع پرندگان ارائه دهد و از نقشه‌ها استفاده گسترده‌ای کند. آنها اغلب شامل تعداد زیادی از داوطلبان برای پوشش یک منطقه جغرافیایی گسترده هستند و روش‌های مورد استفاده استاندارد شده‌است تا مطالعات در آینده ادامه یابد و نتایج قابل مقایسه باقی بماند. در برخی موارد، گونه‌های تحت پوشش ممکن است محدود به گونه‌هایی باشد که زاد و ولد می‌کنند یا ساکن هستند. از سوی دیگر ، اطلس‌های مهاجرت، پرندگان مهاجر را پوشش می‌دهند که نقشه‌هایی را نشان می‌دهند که خلاصه‌ای از حلقه‌گذاری و بازیابی را نشان می‌دهد.

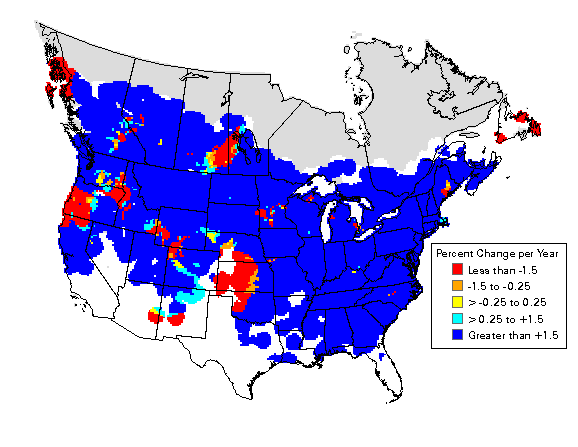
تغییر فراوانی غاز کانادایی بین سال‌های ۱۹۶۶ و ۲۰۰۳ با استفاده از داده‌های بررسی‌های پرندگان زادآور آمریکای شمالی شناسایی شد.